# Chemin de traverse (voie)
Pour les articles homonymes, voir Chemin de Traverse.
Un chemin de traverse ou traverse est une voie qui permet un raccourci.

## Définition
Le chemin de traverse est défini dans les dictionnaires depuis au moins le XVIIIe siècle. Il est alors opposé au grand chemin, aussi appelé chemin public. Le linguiste Pierre Fontanier le définit en 1818, en notant que le chemin de traverse a la propriété de couper un lieu en le reliant à un autre par un chemin plus rapide à parcourir que le chemin initial.